# Ornithoptera meridionalis
Ornithoptera meridionalis је врста лептира из породице једрилаца (лат. Papilionidae).

## Распрострањење
Врста има станиште у Индонезији и Папуи Новој Гвинеји.

## Станиште
Врста Ornithoptera meridionalis има станиште на копну.

## Угроженост
Ова врста се сматра угроженом.